# Tarazona
Tarazona község Spanyolországban,  Zaragoza tartományban, Szent Attila, spanyolul: San Atilano szülővárosa. Tarazona Borja, El Buste, Bulbuente, Vera de Moncayo, Grisel, Santa Cruz de Moncayo, Torrellas, Los Fayos, Ágreda, Cervera del Río Alhama, Fitero, Tudela, Cascante, Monteagudo, Novallas, Vierlas, Malón, Barillas, Ablitas, Vozmediano, Añón de Moncayo, Trasmoz, Litago, Lituénigo és San Martín de la Virgen de Moncayo községekkel határos. Lakosainak száma 10 803 fő (2024).

## Népesség
A település népessége az utóbbi években az alábbiak szerint változott:
| Lakosok száma | 10 564 | 10 774 | 10 991 | 11 211 | 11 050 | 10 864 | 10 538 | 10 533 | 10 565 | 10 803 |
|               | 2001   | 2004   | 2007   | 2009   | 2012   | 2014   | 2017   | 2019   | 2022   | 2024   |